# 2010 à l'Île de Pâques
Cet article présente les faits marquants de l'année 2010 à l'Île de Pâques.

## Évènements

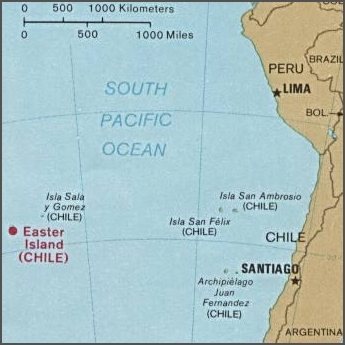
Îles de Pâques et Sala y Gómez

- Lundi 8 février 2010 : l'arrivée annoncée de quelque 5 000 personnes pour assister à l'éclipse totale du soleil prévue pour le 11 juillet prochain inquiète le Conseil des anciens de l'île alors que les capacités d'accueil sont de 1 500 lits pour une population locale de quelque 4 000 habitants.

- Lundi 27 février 2010 : la marine chilienne a commencé l'évacuation de l'île de Pâques, en raison d'un risque de vagues géantes après le puissant séisme de magnitude 8,8 qui a frappé le Chili.

- Jeudi 8 avril 2010 : les habitants ont refusé à 89 % par un référendum, qui a eu lieu début mars, au transfert d'une des célèbres statues moaïs de l'île qui devait être prêtée à la France fin avril pour une exposition du 26 avril au 9 mai au jardin des Tuileries[1].